# Charles Filoni
Charles Filoni est un peintre français né à Marseille le 21 juin 1932 et décédé à Paris 14e le 6 août 2001.
Il expose au Salon des Artistes de Provence à Marseille puis à Paris au Salon d'automne dont il fut sociétaire pendant près de 40 ans. 
Sa peinture était figurative et il s'est intéressé à la Bible dans la majeure partie de son œuvre. On peut ainsi voir de nombreuses représentations de la reine Esther.